# Pitkäjärvi (sjö i Finland, Lappland, lat 66,15, long 25,98)
Pitkäjärvi är en sjö i Finland. Den ligger i kommunen Tervola i landskapet Lappland, i den norra delen av landet, 700 km norr om huvudstaden Helsingfors. Pitkäjärvi ligger 179,5 meter över havet. Arean är 27,8 hektar och strandlinjen är 3,42 kilometer lång. Sjön  ingår i Kemi älvs huvudavrinningsområde. 